# Gellius Egnatius
Gellius Egnatius (zm. 295 p.n.e.) – przywódca Samnitów w III wojnie samnickiej (298 p.n.e.).
Pod koniec drugiej kampanii wojny wydawało się, że Samnici zostali ostatecznie zwyciężeni – jednak następnego roku Gellius Egnatius pomimo obecności wojsk rzymskich w Samnium pomaszerował do Etrurii i skłonił Etrusków do podjęcia wspólnych działań przeciw Rzymowi. Poskutkowało to czasowym wycofaniem się Rzymian z Samnium. Siły samnicko-etruskiego przymierza zostały jednak wkrótce zwyciężone przez połączone armie konsulów Luciusa Volumniusa i Appiusa Claudiusa.
W czasie czwartej kampanii (295 p.n.e.) Egnatius nakłonił do przystąpienia do sojuszu Umbrów i italskich Galów. Etruskowie i Umbrowie wycofali się jednak, co zmusiło Galów i Samnitów do cofnięcia się za Apeniny, gdzie napotkali wojska rzymskie. Stoczna wtedy decydująca dla całej wojny bitwa pod Sentinum (295 p.n.e.) zakończyła się klęską samnicko-galijskich sprzymierzeńców, a Egnatius poniósł w niej śmierć.
Informacje o Gelliusie Egnatiusie przekazał Liwiusz [X 18-29].